# Ptenochirus minor
Ptenochirus minor är en däggdjursart som beskrevs av Mizuko Yoshiyuki 1979. Ptenochirus minor ingår i släktet Ptenochirus och familjen flyghundar. IUCN kategoriserar arten globalt som livskraftig. Inga underarter finns listade.
Arten blir med svans 111 till 125 mm lång, svanslängden är 7 till 12 mm och vikten ligger vid 51 till 70 g. Ptenochirus minor har 70 till 78 mm långa underarmar och 19 till 22 mm stora öron. Pälsen är främst gråaktig. På axlarna täcker yviga hår en körtel. Körteln avsöndrar en gul oljeliknande vätska som ger området kring halsen en gulaktig färg. Oljan har dessutom en lukt som påminner om mysk eller kanel. Honor är allmänt mindre än hannar. Arten har två framtänder på varje sida i överkäken och en framtand i varje sida av underkäken.
Denna flyghund förekommer på Mindanao i Filippinerna och på mindre öar lite längre norrut. Arten vistas i låglandet och i bergstrakter upp till 1600 meter över havet. Habitatet utgörs av olika slags skogar och dessutom uppsöker Ptenochirus minor jordbruksmark med träd samt stadsparker.
Ptenochirus minor vilar i det täta bladverket och kanske i andra gömställen. Per kull föds en unge.